# Dichocarpum trachyspermum
Dichocarpum trachyspermum är en ranunkelväxtart som först beskrevs av Carl Maximowicz, och fick sitt nu gällande namn av Wen Tsai Wang och Hsiao. Dichocarpum trachyspermum ingår i släktet Dichocarpum och familjen ranunkelväxter. Utöver nominatformen finns också underarten D. t. didymocalyx.